# Djiboutisporrhöna
Djiboutisporrhöna (Pternistis ochropectus) är en akut utrotningshotad afrikansk fågel i familjen fasanfåglar inom ordningen hönsfåglar.

## Utseende och läten
Djiboutisporrhönan är en 35 cm lång, kortstjärtad och rundlagd hönsfågel. Fjäderdräkten är överlag gråbrun med vita streck på undersidan, likaså på ovansidan, dock tunnare. Hjässan är grå, nacken med roströd anstrykning. Näbben är svart med lite gult på undre näbbhalvan och benen är gröngula. Lätet beskrivs som ett skallrande "erk erk erk-kkkkkkk" som avslutas fallande i ett kacklande, gurglande ljud.

## Utbredning och systematik
Djiboutisporrhönan förekommer enbart i bergsskogar i Djibouti. Tidigare placerades den i släktet Francolinus. Flera genetiska studier visar dock att Francolinus är starkt parafyletiskt, där arterna i Pternistis står närmare  t.ex. vaktlar i Coturnix och snöhöns. Även de svenska trivialnamnen på arterna i släktet har justerats från tidigare frankoliner till sporrhöns (från engelskans spurfowl) för att bättre återspegla släktskapet.

## Status
Arten har ett mycket litet utbredningsområde som dessutom är fragmenterat och minskar i omfång. Världspopulationen uppskattas till endast mellan 200 och 500 vuxna individer och tros minska i antal. Internationella naturvårdsunionen IUCN kategoriserar arten som akut hotad.